# 朱塞佩·孔特
朱塞佩·孔特（義大利語：Giuseppe Conte，發音：[dʒuˈzɛppe ˈkonte]；1964年8月8日—），意大利政治人物、法学家，曾任義大利總理。现任意大利五星运动党领袖。
他1988年毕业于罗马大学法律专业，后来在佛罗伦萨大学担任私法学教授，兼为民事律师。出任總理之前，他并无从政经历。2018年5月，民粹主義政黨五星运动和右翼民粹主義政黨北方联盟提名孔特为部长会议主席（总理）。由于财政部长人选被总统否决，孔特组阁一度失败，但几天后重新被总统塞尔焦·马塔雷拉授权组织内阁，并于6月1日宣誓就职，組建意大利首個疑歐民粹政府。孔特於2021年1月26日正式提出辭職。

## 从政之前
朱塞佩·孔特生于義大利南部普利亚大区福贾省的小镇沃尔图拉拉阿普拉。他的母亲曾是小学教师，父亲曾在市政府担任秘书。他有一个比他大三岁的姐姐。年少时，孔特成绩优秀，爱学习。1988年，他从罗马大学法律专业毕业。出任总理前，他在佛罗伦萨大学担任私法学教授，兼为民事律师。他发表的论文超过百篇，学术专长为民法、行政法。孔特的简历中提到，大学毕业后他曾在剑桥大学、耶鲁大学、巴黎大学和纽约大学等名校进修，但这遭到了媒体的质疑。
出任总理之前，他并无任何从政经历。他曾为五星运动领袖路易吉·迪马约担任私人律师。他原本有支持中左翼聯盟政党的傾向，但在2014年开始帮助五星运动党选举。1998年，孔特曾在政府改革民法典委员会任职。2010年，孔特开始在意大利太空总署管理委员会任职，后来还曾在意大利银行金融仲裁委员会、意大利议会行政司法委员会任职。
据报道，孔特虽拥有私人司机和一辆豪车，但仍然喜欢骑自行车出行。

## 总理

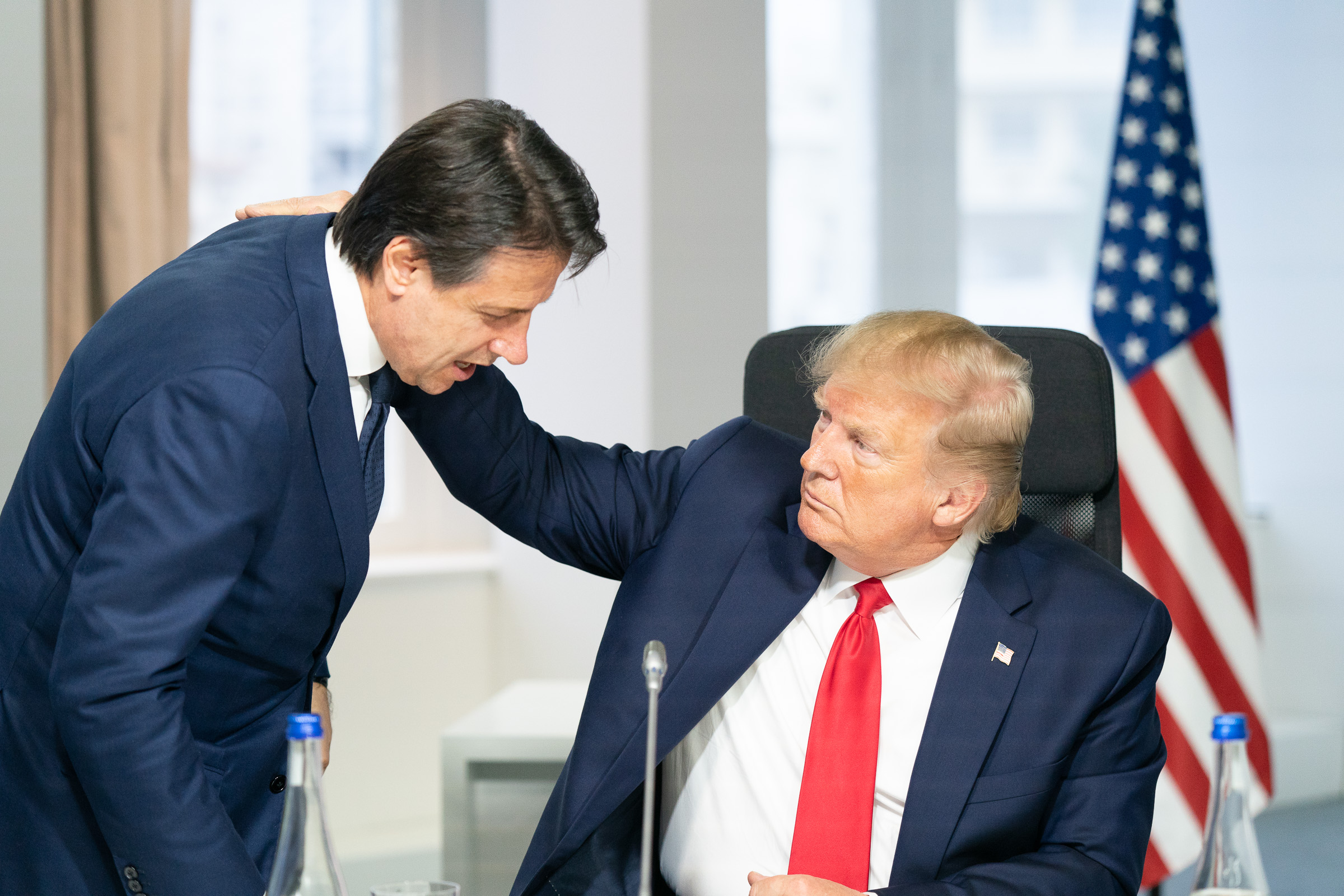
2019年8月26日孔特在比亚里茨与美国总统唐纳德·特朗普会面

2018年義大利大選中，联盟党与力量党等右翼民粹主義党派组成的中右翼联盟赢得37%的选票，排名第一，其中联盟党得票18.24%。五星运动党得票32%，排名第二，但五星运动党是得票最多的单一政党。由于没有任一政党得票超过半数，几个政党需要联合组阁。大选之后，意大利进入了两个多月的组阁僵局。经过数轮谈判，5月16日五星运动党与联盟党签署协议联合组阁，然而总理人选仍然没有着落。
5月21日，五星运动党与联盟党向总统提交了部长会议主席候选人名单，提议由無黨派的朱塞佩·孔特出任总理。当天，意大利金融市场动荡，米兰股指下跌1.5％，借贷成本创下9个月以来的新高。5月23日，意大利总统同意了两党的提名。总统同意总理人选之后，总理应向总统提交一份内阁名单，总统同意后再由参众两院进行信任投票。5月27日，孔特与总统会面，提交了一份阁员名单。总统马塔雷拉不满意大利經濟財政部长人选疑欧派人士保罗·萨沃纳，表示他不支持让一位可能让意大利脱离欧元区的人出任财长，否决了孔特的名单。孔特组阁失败，宣布放弃组阁。马塔雷拉的举动引发联盟党、五星运动党不满，五星运动党党首迪马约声称，有意依据意大利宪法以叛国罪弹劾总统马塔雷拉。5月28日，总统马塔雷拉任命卡洛·科塔雷利为候任总理，授权他组建过渡政府，以待2018年秋或2019年初重新进行大选。29日，五星运动党领导人迪马约声称愿意与联盟党组阁，但要求弹劾总统。联盟党党首萨尔维尼更倾向于提前大选。其他主要政党也希望总统解散议会、提前选举。科塔雷利原计划于5月30日公布内阁成员名单，但他与马塔雷拉会面后说各党派仍有希望联合组阁，他决定等待一段时间。30日下午，马塔雷拉会见迪马约，迪马约态度转软，称愿意改换财长人选、两党从未计划脱离欧元区。5月31日晚间，科塔雷利宣布放弃组阁，随后总统再次任命孔特为候任总理。新的阁员名单中，反对退出欧元区的经济学家乔瓦尼·特里亚任财长，上一份名单中的财长萨沃纳改任欧洲事务部长，五星运动党首迪马约、联盟党党首萨尔维尼出任副总理，分别兼任经济发展部长和内政部长。6月1日，新政府宣誓就职。6月5日、6月6日，孔特内阁先后赢得参议院、众议院信任投票。据透露，孔特的年薪为8万欧元。
孔特被提名为总理后，他在演讲中阐述了自己的施政理念，他将引领一届“温和变革”的政府，与欧盟就欧盟预算、移民、欧洲银行业联盟等话题进行对话，为意大利争取更多利益，重塑意大利在欧洲、在世界的地位。孔特说，他愿做“意大利人民的辩护律师”。他还主张打击腐败、简化意大利法律体系。新一届意大利政府将增大支出（包括福利支出）、实施减税、设立基本收入制、改革退休金制度、收紧移民条件、减少移民数量、减少移民导致的财政支出。新政府计划在一年内遣返、驱逐50万非法移民。

### 重組政府

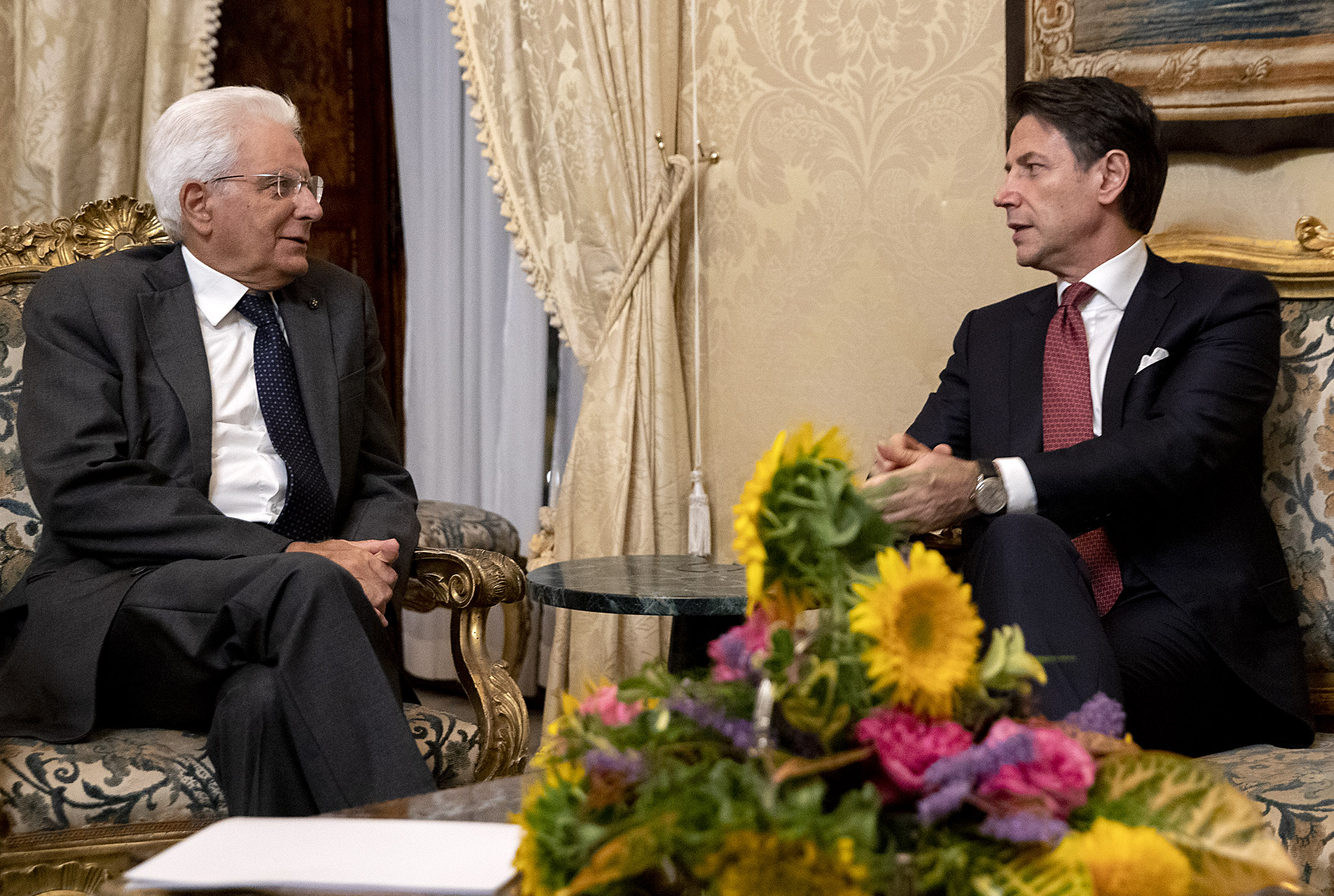
孔特一度向總統馬塔雷拉請辭

2019年，因聯盟黨與五星运动就都灵－里昂高速铁路產生分歧，聯盟黨领袖萨尔维尼对孔特提出了不信任动议。他还表示，自己无法再与五星运动合作。五星运动领袖兼副总理路易吉·迪·梅欧在社交媒体上表示，“联盟党必须为自己的错误负责，因为它决定把一切都搞垮，并在8月中旬引发了一场政府危机”。孔特則认为，萨尔维尼为了个人和政党利益，不负责任地在意大利制造了一场新的政治危机。同年8月20日，孔特宣布辭職。
29日，在五星運動始決定改與中間偏左的民主黨洽組新政府後，他再次獲總統邀請籌組政府。新內閣於9月5日宣誓就職。

### 再次辭職
2021年1月13日，由于联合政府就2019冠狀病毒病疫情防控及制定国家复苏计划草案上存在分歧，马泰奥·伦齐宣布意大利活力党退出执政联盟，導致孔特政府失去了意大利参议院的绝对多数地位。1月18日、19日，孔特政府在意大利众议院和意大利參议院僅以微弱優勢通过信任投票。由於孔特政府失去了意大利参议院的绝对多数地位，若無法獲得参议院绝对多数支持，多項政策恐難以獲得通過。1月26日，孔特向总统塞尔焦·马塔雷拉提出辞职。最終政治危機由同樣無黨籍和政治經驗的前歐洲央行行長德拉吉，取代他組建團結大聯合內閣而落幕。
2月，他加入五星運動，並於8月當選黨主席。

## 争议
五星运动党与联盟党提名孔特出任总理之后，意大利议会网站贴出了他的简历，简历中提到的一些学习、任教经历随后受到质疑。《纽约时报》驻意大利记者杰森·霍洛维茨撰文质疑简历中孔特多次在纽约大学学习的经历不实，校方告诉霍洛维茨纽约大学的学生和教师中不曾有此人。纽约大学发言人认为，孔特可能参与了2至3天的不记名短期培训，后来的报道说纽约大学只是准许他进入图书馆研究学问。孔特曾在剑桥大学学习的经历也受到质疑，有报道指称剑桥大学并无孔特上课的记录，或许他参加的是第三方在剑桥校内开办的课程。孔特还声称曾在巴黎索邦大学学习，索邦大学表示没有查到其在校内学习的纪录，但管理人员也说“这未必意味着他没来过这里”。孔特的简历中写到，孔特曾在马耳他大学任教。但是，马耳他大学声称找不到孔特曾任该校常驻教员的证据，或许他只是担任过暑期短期培训的教师。孔特简历称他曾在维也纳的一所大学学习，但后来有人查证发现那家机构并非大学，而是一家语言培训学校。五星运动党回应，孔特的简历中未具体提到他参加的课程和获得的证书，不存在“美化简历”的问题，孔特并没有声称自己在纽约大学获得学位，他去纽约大学只是提升英语能力。此外，还有人提到，孔特曾代理一桩有争议的医疗纠纷。
孔特此前没有从政经历（不像過去幾屆至少有眾議員或參議員從政經歷或從其他公職出身），引发了外界的担忧。外界担心孔特只是两党妥协的结果，他的举动将受到其背后两党势力的制约。总统马塔雷拉曾提醒两党领导人（均出任副總理及內閣要職），不要拿总理当傀儡。

## 家庭
朱塞佩·孔特已离异，他与前妻瓦伦蒂娜·菲科（Valentina Fico）育有一子尼科洛（Niccolò）。出任总理后，媒体报道称奧莉維亞·帕拉迪诺（Olivia Paladino）是他的女友。